# Capnophyllum
- Commons
- Wikispecies

Capnophyllum é um género botânico pertencente à família Apiaceae.